# Калтан
Калта́н (рос. Калтан) — місто обласного підпорядкування в Кемеровській області Росії, адміністративний центр Калтанського міського округу, вважається одним з найчистіших і найзеленіших міст області.

## Етимологія
Місцеві краєзнавці називають Калтан «топонімом-загадкою», оскільки існує багато теорій, згідно з якими місто отримало таку назву. Відповідно до словника В. І. Даля Калтан означає на сибірському діалекті «молодий річковий соболь». Є версія, що назва походить від місцевих шорських прислівників — «чорний камінь» (мова, мабуть, про вугілля), «нерозумний зимовий морозний вітер», що також не дуже дивує, з огляду на сибірський клімат.
Однак найбільш правильним походження назви розглядається фахівцями від казахського «қалтаң», що у перекладі означає «кишеня».

## Географія
Місто розташоване на півдні Кемеровської області, за 30 км від Новокузнецька, в заплавній частині річки Кондома. Через місто проходить ділянка магістральної залізниці Новокузнецьк-Таштагол, яка забезпечує з'єднання з мережею залізниць Російської Федерації. Автомобільна дорога обласного значення Осинники-Калтан пов'язує місто з Новокузнецьком й іншими містами області, Таштаголом і Алтайським краєм, північними і східними регіонами Сибіру.
Рельєф міста горбистий, пересічний, з абсолютними відмітками до 230 м. Територія віднесена до сейсмонебезпечних, сейсмічність — 6 балів.
На захід від міста є поклади вугільних пластів. Пласти складні за структурою, потужністю 1,1—3,03 м. Сумарні прогнозовані ресурси вугільних пластів складають 26 млн т. На східному кордоні міської забудови розташовано Калтанське родовище цегельних суглинків.

## Історія
У 1859 році в списку населених місць Томської губернії згадується село Калтанське з 128 мешканцями. У 1949 році село Нижній Калтан було перетворене в робітниче селище Калтан
29 липня 1959 року робітниче селище Калтан перетворене в місто з підпорядкуванням Осинниківській міськраді. Місто набуло статусу обласного в 1993 році.

## Населення
Населення — 21892 особи (2010; 25951 у 2002).

## Господарство
Промисловість
- Південно-Кузбаська ГРЕС

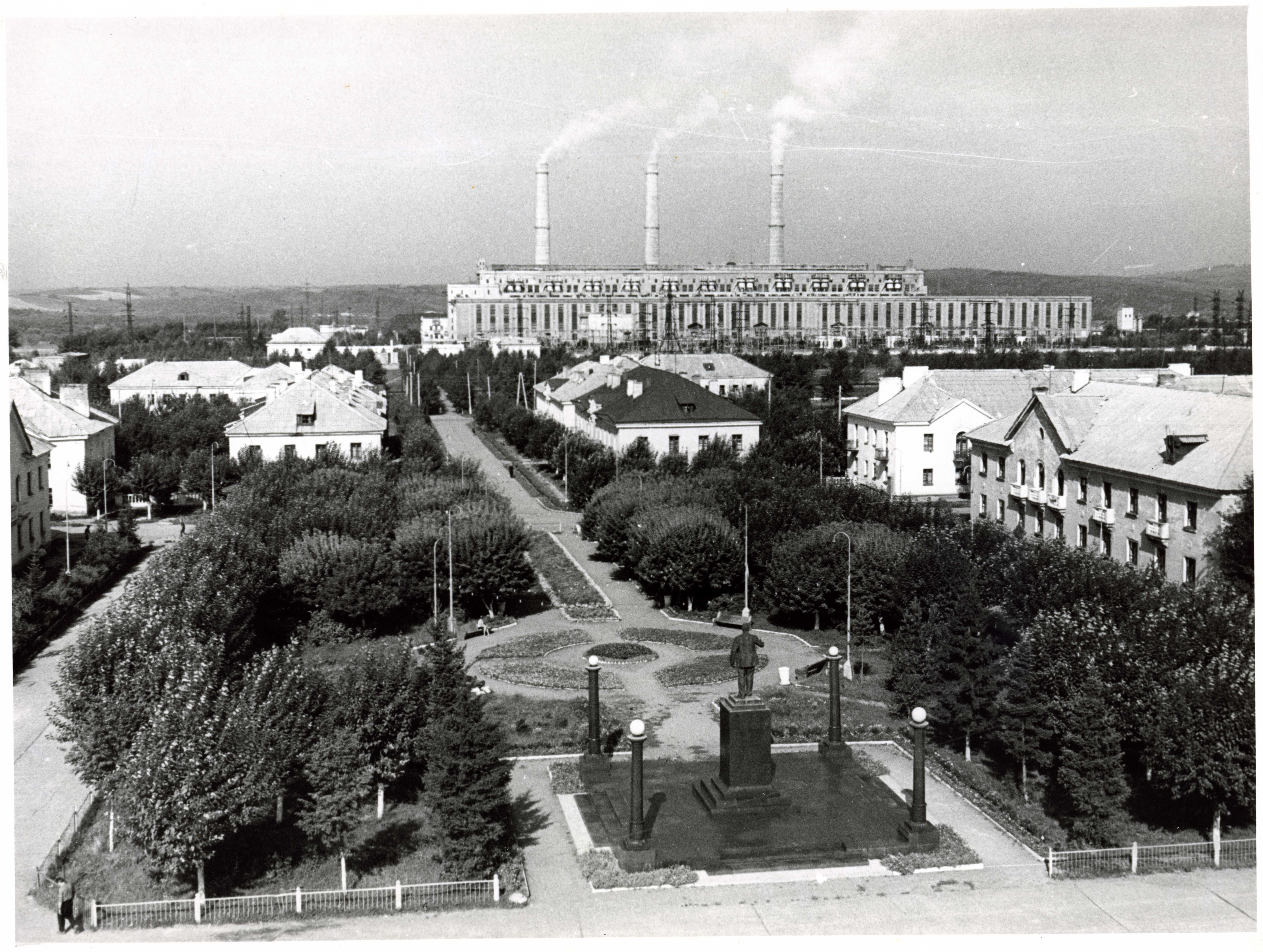
Центральна частина міста у 1960-х роках

- Завод КВОиТ (Котельно-допоміжного устаткування і трубопроводів)
- Калтанський завод металоконструкцій
- Південно-Кузбаський виробничий комбінат
- Калтанський цегельний завод
- шахти з видобутку вугілля